# Adelastes hylonomos
Adelastes hylonomos là một loài ếch trong họ Nhái bầu. Chúng là đại diện duy nhất của chi Adelastes. Loài này được tìm thấy ở Venezuela và có thể cả Brasil.
Môi trường sống tự nhiên của chúng là các khu rừng ẩm ướt đất thấp nhiệt đới hoặc cận nhiệt đới. 